# Le Thor
Le Thor é uma comuna francesa na região administrativa da Provença-Alpes-Costa Azul, no departamento de Vaucluse. Estende-se por uma área de 35,53 km². Em 2010 a comuna tinha 9 174 habitantes (densidade: 258,2 hab./km²).